# DNAJC28
DNAJC28 (англ. DnaJ heat shock protein family (Hsp40) member C28) – білок, який кодується однойменним геном, розташованим у людей на короткому плечі 21-ї хромосоми. Довжина поліпептидного ланцюга білка становить 388 амінокислот, а молекулярна маса — 45 806.
| 10         |  | 20         |  | 30         |  | 40         |  | 50         |
| ---------- |  | ---------- |  | ---------- |  | ---------- |  | ---------- |
| MNTMYVMMAQ |  | ILRSHLIKAT |  | VIPNRVKMLP |  | YFGIIRNRMM |  | STHKSKKKIR |
| EYYRLLNVEE |  | GCSADEVRES |  | FHKLAKQYHP |  | DSGSNTADSA |  | TFIRIEKAYR |
| KVLSHVIEQT |  | NASQSKGEEE |  | EDVEKFKYKT |  | PQHRHYLSFE |  | GIGFGTPTQR |
| EKHYRQFRAD |  | RAAEQVMEYQ |  | KQKLQSQYFP |  | DSVIVKNIRQ |  | SKQQKITQAI |
| ERLVEDLIQE |  | SMAKGDFDNL |  | SGKGKPLKKF |  | SDCSYIDPMT |  | HNLNRILIDN |
| GYQPEWILKQ |  | KEISDTIEQL |  | REAILVSRKK |  | LGNPMTPTEK |  | KQWNHVCEQF |
| QENIRKLNKR |  | INDFNLIVPI |  | LTRQKVHFDA |  | QKEIVRAQKI |  | YETLIKTKEV |
| TDRNPNNLDQ |  | GEGEKTPEIK |  | KGFLNWMNLW |  | KFIKIRSF   |  |            |

A: Аланін

C: Цистеїн

D: Аспарагінова кислота

E: Глутамінова кислота

F: Фенілаланін

G: Гліцин

H: Гістидин

I: Ізолейцин

K: Лізин

L: Лейцин

M: Метіонін

N: Аспарагін

P: Пролін

Q: Глутамін

R: Аргінін

S: Серин

T: Треонін

V: Валін

W: Триптофан

Кодований геном білок за функціями належить до шаперонів, фосфопротеїнів. 